# Begraafplaats van Neuville-en-Ferrain
De Begraafplaats van Neuville-en-Ferrain is een gemeentelijke begraafplaats in de Franse gemeente Neuville-en-Ferrain in het Noorderdepartement. De begraafplaats ligt aan de Rue de Reckem op 250 m ten noordwesten van het dorpscentrum (Église Saint-Quirin). Ze heeft een min of meer vierkantig grondplan en wordt gedeeltelijk omgeven door een haag of een betonnen afsluiting. Het terrein wordt door evenwijdige paden verdeeld in perken.  
Centraal op de begraafplaats staat een herdenkingsmonument voor de slachtoffers van de wereldoorlogen en andere militaire conflicten.

## Britse oorlogsgraven
Op de begraafplaats liggen 3 geïdentificeerde Britse piloten uit de Eerste Wereldoorlog. Het zijn de luitenants Walter A. Brooking, James C. Bush en William W. Chapman. De twee laatstgenoemden werden met hun Bristol F.2 Fighter op 7 oktober 1917 neergeschoten. James C. Bush werd onderscheiden met het Military Cross (MC). Ze liggen begraven onder het oorlogsmonument. Hun namen staan in de registers van de Commonwealth War Graves Commission onder Neuville-en-Ferrain Communal Cemetery.